# Furmeyer
 Furmeyer  es una comuna y población de Francia, en la región de Provenza-Alpes-Costa Azul, departamento de Altos Alpes, en el distrito de Gap y cantón de Veynes. Está integrada en la Communauté de communes des Deux Buëch.

## Demografía
| 102 | 110 | 110 | 125 | 140 | 154 |
| Para los censos de 1962 a 1999 la población legal corresponde a la población sin duplicidades (Fuente: INSEE [Consultar]) |     |     |     |     |     |